# Federación Ecuatoriana de Rugby
La Federación Ecuatoriana de Rugby o (FER) es la asociación reguladora del rugby en ese país.

## Síntesis
La unión se fundó en el 2008. Logró el estatus de miembro asociado de Sudamérica Rugby (exCONSUR) el 22 de diciembre de 2010 y alcanzó la membresía plena al ente subcontinental del deporte el 3 de julio de 2012
Su sede se encuentra en Guayaquil en el Edificio de Federaciones Ecuatorianas por Deportes del Comité Olímpico Ecuatoriano, sito en Avenida de las Américas, explanada del Estadio Modelo.
A pesar de ser una institución reciente la FER tiene un calendario extenso en el que las se intercalan fechas del Campeonato Ecuatoriano de Rugby XV, con la de varios eventos de Rugby 7 y de rugby playa y cursos de "coaching" y referato impartidos por miembros de la World Rugby (WR), que es el ente regulador del deporte a nivel mundial.
La federación aún no está afiliada a la WR, aunque esta institución la reconoce como el "único organismo nacional rector
del Rugby en Ecuador"

## Directorio[9]
- Nicolás Di Nápoli, Presidente
- Juan Lucini, Vicepresidente
- Sebastián Vallejo, Secretario
- Andrés Cascante, Tesorero
- Jair Benavides, Primer Vocal
- Fernando Galarza, Segundo vocal
- Cristian Álvarez, Tercer vocal
- María José Pesantez, Primera vocal suplente
- Érika Flores, Segundo vocal suplente
- Moisés Escobar, Tercer vocal suplente

## Selecciones
La Federación representa a las distintas selecciones conocidas como Los Piqueros como son la de rugby XV, de rugby 7, rugby M18 (conocidos como Piqueritos,  que disputaron dos partidos amistosos previos al sudamericano M18 en Chiclayo contra los Tumis selección de rugby de  Perú M18)  y de rugby playa; precisamente en esta última modalidad hizo su debut internacional, en un torneo hexagonal desarrollado en Perú en el 2011 donde los debutantes finalizaron en el 5.º puesto.
Todos los seleccionados están en proceso de desarrollo y se tiene la intención de prepararlos para los próximos torneos oficiales de CONSUR como: el torneo de rugby playa en el marco de los Juegos Suramericanos de Playa de 2011 desarrollados en Manta, el Seven Masculino 2012 disputado en Río de Janeiro, el Sudamericano C 2012 de Guatemala y con más tiempo el Sudamericano Juvenil B